# Pablo Honorato
Pablo Enrique Honorato Mazzinghi (Santiago, 19 de marzo de 1949) es un periodista chileno. Durante 45 años, entre fines de los '60 y febrero de 2018 se desempeñó como periodista de Canal 13.

## Carrera profesional
Estudió periodismo en la Universidad de Chile, desde donde egresó en 1970. Trabajó en prensa escrita como periodista de los periódicos El Mercurio y Las Últimas Noticias, la Radio Minería y de la revista Qué Pasa. En 1972 reporteó para el periódico El Mercurio el accidente aéreo del vuelo 571 de la Fuerza Aérea Uruguaya.
A fines de la década de 1960 ingresó a realizar su práctica profesional a Canal 13, donde ejerció como reportero policial durante las décadas de 1970 y 1980, y desde 1988 estuvo encargado de cubrir las noticias judiciales para el noticiero Teletrece, transmitiendo habitualmente desde el Palacio de los Tribunales de Justicia de Santiago. En enero de 2011 Honorato fue desvinculado de Canal 13, pero continuó trabajando en el canal bajo un régimen de «contrato de servicios» (honorarios), que terminó en febrero de 2018, siendo desde entonces colaborador esporádico de la emisora.

### Rol en la Dictadura Militar
Ha sido acusado por diversas agrupaciones de familiares de detenidos desaparecidos como colaborador de la dictadura militar, se cree que participó en la tergiversación de hechos cometidos por los agentes de la dictadura. Según la autobiografía de Roberto Zamorano, preso político durante el régimen, Honorato pudo participar en la exposición de armas simulada por la Central Nacional de Informaciones (CNI) para justificar su detención y la de otro joven. Honorato ha desmentido dichas acusaciones.
También es sindicado como partícipe del montaje periodístico orquestado entre agentes de la DINA y medios de prensa de la época para encubrir la tortura y asesinato de Marta Ugarte en septiembre de 1976, atribuyendo el asesinato de la profesora de 42 años a un "crimen pasional" por parte de un "maniático sexual"; se cree que el periodista fue cómplice de la operación para ocultar la política de deshacerse de los cuerpos de los ejecutados políticos lanzándolos al mar en la dictadura. Fue vinculado en este y otros episodios de manipulación informativa durante la dictadura de Pinochet fue consignado en el documental El diario de Agustín.
El 5 de mayo de 2015 fue agredido por la madre de los hermanos Rafael y Eduardo Vergara Toledo, asesinados en dictadura y conmemorados en el «Día del joven combatiente», luego de una audiencia en el Palacio de los Tribunales de Justicia de Santiago a causa de su sobrina que fue condenada por dispararle a una persona en un banco.